# Meri Picart
Meri Picart   (Andorra, 1974) és l'actual responsable de continguts musicals de Ràdio i Televisió d'Andorra, a més de ser una de les seves cares més conegudes, pel fet de ser presentadora d'Andorra Televisió i Ràdio Nacional d'Andorra, a més de ser DJ d'aquesta emissora. Va estudiar màrqueting a la Universitat de Barcelona.
Meri Picart ha estat la directora i presentadora dels principals programes musicals de Ràdio i Televisió d'Andorra: Zona Musical a Ràdio Nacional d'Andorra; i +Mú.Si.K, a Andorra Televisió. Actualment condueix el programa +Mú.Si.K Ràdio, de l'esmentada Ràdio Nacional d'Andorra.

## Eurovisió
A més d'això, des del 2004, any en què RTVA va participar per primera vegada al Festival de la Cançó d'Eurovisió, ha estat la presentadora del programa amb el qual RTVA escull i/o presenta el representant musical al concurs europeu, com va ser, per exemple, el cas de l'any 2009. Dins pròpiament del certamen musical europeu, cada any n'ha estat la comentarista per a Andorra, ja fos sola o acompanyada d'una altra veu. De la mateixa manera, durant aquests anys ha estat membre de la delegació de RTVA al concurs fins al punt que el 2009 va ser-ne la responsable de premsa.